# Lindy Layton
Belinda Kimberly Layton (Londra, 7 dicembre 1970) è una cantante britannica.

## Biografia
Lindy Layton è salita alla ribalta come membro dei Beats International; a seguito del loro scioglimento, ha firmato un contratto discografico con la Arista Records, pubblicando una cover di Silly Games di Kanet Kay, che ha raggiunto la 22ª posizione della Official Singles Chart. Nella medesima classifica ha poi piazzato altri quattro singoli tra il 1991 e il 1993: Echo My Heart, Without You, We Got the Love e Show Love, il terzo dei quali nella top forty, alla numero 38. Il suo album di debutto Pressure è stato pubblicato nel 1991 ed è stato seguito da No Other Star cinque anni più tardi. Nel 2010 si è esibita al Glastonbury Festival con i Dub Pistols e nel 2014 al Penn Festival.

## Discografia

### Album in studio
- 1991 – Pressure
- 1996 – No Other Star

### Singoli
- 1990 – Silly Games (feat. Janet Kaye)
- 1991 – Echo My Heart
- 1991 – Wait for Love
- 1991 – Without You (One and One)
- 1992 – I'll Be a Freak for You
- 1993 – We Got the Love
- 1993 – Show Me
- 1996 – Who Do You Think You Are?